# 969
969（九百六十九、九六九、きゅうひゃくろくじゅうきゅう）は自然数、また整数において、968の次で970の前の数である。

## 性質
- 969は合成数であり、約数は 1, 3, 17, 19, 51, 57, 323, 969 である。
  - 約数の和は1440。
- 106番目の回文数である。1つ前は959、次は979。
  - 一桁の数を除くと96番目の回文数である。
- 130番目の楔数である。1つ前は962、次は970。
- 17番目の三角錐数である。1つ前は816、次は1140。
  - 969 = 12 + 32 + 52 + 72 + 92 + 112 + 132 + 152 + 172
- 1/969 は循環節の長さは144の循環小数になる。
  - 逆数が循環小数になる数で循環節が144になる3番目の数である。1つ前は646、次は1292。
- 各位の和が24になる7番目の数である。1つ前は897、次は978。
- 1～113までの数字和の総和である。1つ前は964、次は975。
- 969 = 22 + 172 + 262 = 42 + 132 + 282 = 82 + 112 + 282 = 142 + 172 + 222
  - 異なる3つの平方数の和4通りで表せる98番目の数である。1つ前は961、次は977。(オンライン整数列大辞典の数列 A025342)

## その他 969 に関連すること
- 西暦969年
- 紀元前969年
- 969運動
- 969 (ユニット)　2006年結成のロックユニット。読みは「クロック」2017年にメンバーを入れ替えて再始動。